# سجود الشكر
سِّجُود الشُكر أو سَّجدةِ الشُكر أو سَجدَتا الشُكر، هي من طرق التعبد لله ومن أنواع السجود في الإسلام، وهي عبارة سجدة على الأرض كحال وضع باقي السجودات التي نُصّت في الشريعة الإسلامية، ويمكن للإنسان أن يأتي بها بأي وقت يشاء، وهي تعبر عن شكر المخلوق لخالقه، فمن هنا جائت تسميتها اللغوية، وتتأكد بصورة خاصة عند تجدد النعمة أو عند دفع البلاء، وتتأكد أيضًا بعد أداء الفرائض، وتختلف في طريقة أدائها وحكمها الشرعي بين المذاهب الفقهية.

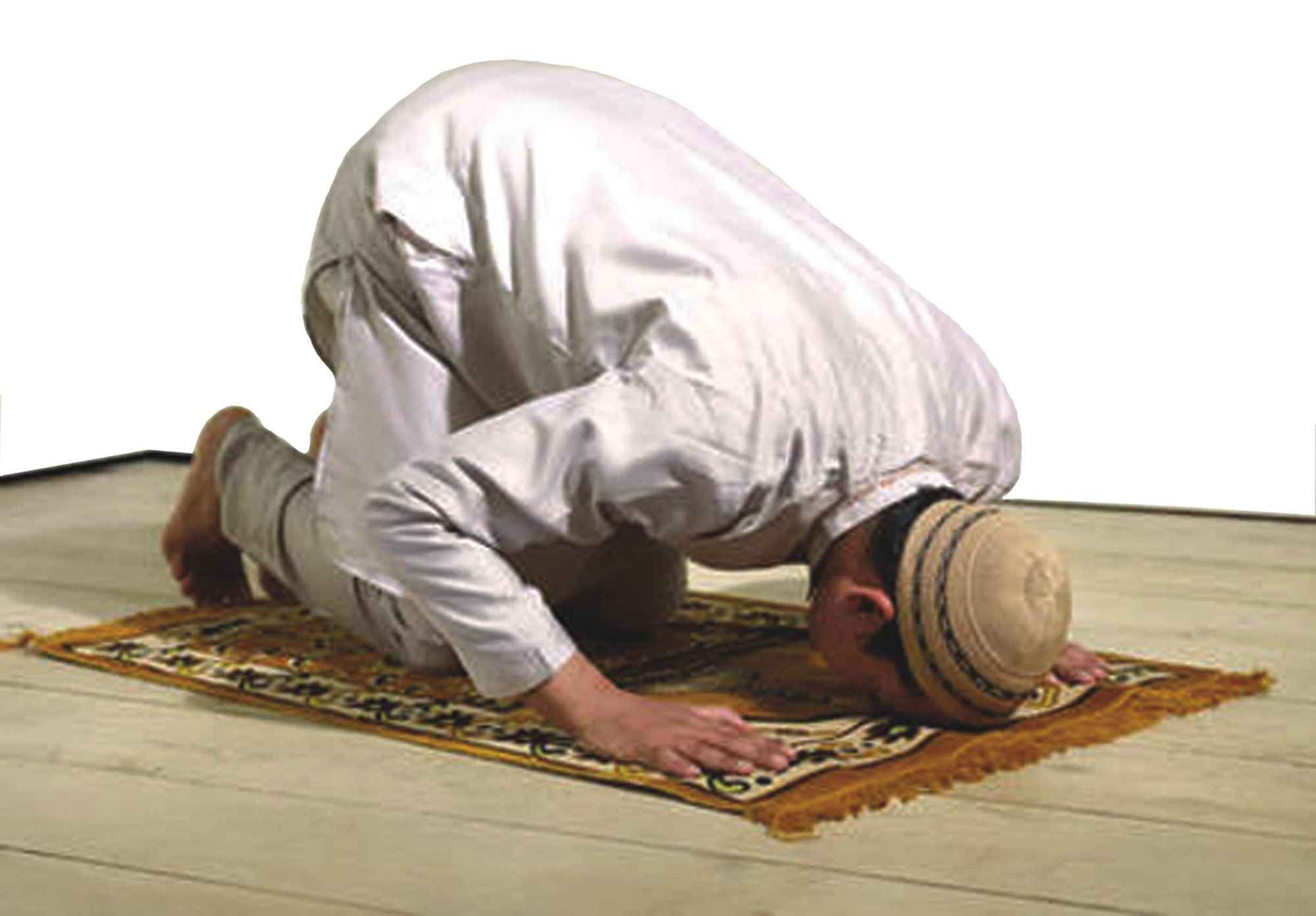
طريقة-أداء-الصلاة-الصحيحة

## طريقتها
صرح بعض الفقهاء بأن سجدة الشكر عبارة عن سجدة واحدة، يشترط فيها أن تحقق شروط الصلاة، من استقبال القبلة والوضوء والطهارة، وهو القول الذي ذهب إليه أكثر علماء مذهبي الشافعية والحنابلة.
وصرح جمعٌ آخر من الفقهاء بأن لا يشترط فيها تحقق شروط الصلاة، وهو القول الذي ذهب إليه أكثر علماء مذهب الحنفية والمالكية والظاهرية.
بينما عند مذهب الجعفرية لم يرد شرط تحقق أيٌّ من شروط الصلاة فيها، لكن يُفَضل مُراعاتها، ويمكن الإتيان بها على طريقتين: المختصرة وهي سجدة واحدة يشكر فيها الله عزوجل ثلاث مرات، والمفصلة وهي سجدتين يقرأ فيها أيٌّ ما ورد من أدعية خاصة بها، وهنَّ متعددة كما جائت في الكتب المعتبرة.

## حكمها
| الحكم الشرعي | المذهب الفقهي                                                      | ملاحظات                               |
| ------------ | ------------------------------------------------------------------ | ------------------------------------- |
| مستحب        | الجعفرية والظاهرية وأكثر الحنابلة والحنفية والشافعية وبعض المالكية | [ 3 ] [ 4 ]                           |
| مكروه        | أكثر المالكية وبعض الحنفية                                         | يُقصد بالكراهة: أي إنها ليست من السُنن. |
| محرم         | بعض المالكية                                                       | [ 4 ]                                 |

## مرويات حولها
- نبي الله داود: سجد لله شكرًا بعد تقبل توبته، فرحًا بها، وذلك بعد حادثة الخصمان اللذان تسورا المحراب.[5]
- رسول الله محمد: حين أرسل له علي بن أبي طالب كتابًا من اليمن أخبر فيه إسلام همدان بعد أن أُرسل إليهم في سرية، فقرأه النبي وخر ساجدًا، ثم رفع رأسه فقال: السلام على همدان، وكرره مرتين.[6]
- رسول الله محمد: جاء في الحديث أنه كان إذا جاءه أمر يسر به خر ساجدًا شكرًا لله تعالى، وأتاه بشير يبشره بظفر جند له على عدوهم، فقام وخر ساجدًا.[7]
- الإمام علي: سجد لله حين علم أن ذو الثدية كان من الخوارج الذين قتلهم في معركة النهروان.[8]
- كعب بن مالك: بعد حادثة تخلفه عن غزوة تبوك، قال: "بينما أنا جالس وقد ضاقت به نفسه، سمع صوتًا عليًا من على جبلٍ، قال: يا كعب بن مالك، أبشر، قال: فخررت ساجدًا، وعرفت أن قد جاء الفرج، وآذن رسول الله بتوبة الله علينا حين صلى صلاة الفجر" فقد كان من الصحابة الثلاثة الذين تاب الله عليهم بعد تلك الحادثة.[9]
- علي بن الحسين السجاد: قال أبنه محمد الباقر: "سميَّ أبي بالسجاد لكثرة سجوده لله تعالى، وما ذكر لله عز وجل نعمة عليه إلا وسجد".[10]
- أبو بكر الصديق: روي أنه سجد حين جاءه خبر مقتل مسيلمة الكذاب.[11]

## في القرآن الكريم
- ﴿قَالَ لَقَدْ ظَلَمَكَ بِسُؤَالِ نَعْجَتِكَ إِلَى نِعَاجِهِ وَإِنَّ كَثِيرًا مِنَ الْخُلَطَاءِ لَيَبْغِي بَعْضُهُمْ عَلَى بَعْضٍ إِلَّا الَّذِينَ آمَنُوا وَعَمِلُوا الصَّالِحَاتِ وَقَلِيلٌ مَا هُمْ وَظَنَّ دَاوُدُ أَنَّمَا فَتَنَّاهُ فَاسْتَغْفَرَ رَبَّهُ وَخَرَّ رَاكِعًا وَأَنَابَ ۝٢٤﴾ [ص:24]
- ﴿يَا أَيُّهَا الَّذِينَ آمَنُوا ارْكَعُوا وَاسْجُدُوا وَاعْبُدُوا رَبَّكُمْ وَافْعَلُوا الْخَيْرَ لَعَلَّكُمْ تُفْلِحُونَ ۝٧٧﴾ [الحج:77]
- ﴿وَرَفَعَ أَبَوَيْهِ عَلَى الْعَرْشِ وَخَرُّوا لَهُ سُجَّدًا وَقَالَ يَا أَبَتِ هَذَا تَأْوِيلُ رُؤْيَايَ مِنْ قَبْلُ قَدْ جَعَلَهَا رَبِّي حَقًّا وَقَدْ أَحْسَنَ بِي إِذْ أَخْرَجَنِي مِنَ السِّجْنِ وَجَاءَ بِكُمْ مِنَ الْبَدْوِ مِنْ بَعْدِ أَنْ نَزَغَ الشَّيْطَانُ بَيْنِي وَبَيْنَ إِخْوَتِي إِنَّ رَبِّي لَطِيفٌ لِمَا يَشَاءُ إِنَّهُ هُوَ الْعَلِيمُ الْحَكِيمُ ۝١٠٠﴾ [يوسف:100]

## وصلات خارجية
- ما هي سجدة الشكر و ما هي كيفيتها و ما ثوابها؟ - مركز الإشعاع الإسلامي للدراسات والبحوث الإسلامية
- كيفية سجود الشكر - ابن باز